# Самуель Аврам Гоудсміт
Самуель Аврам Гоудсміт (нід. Samuel Abraham Goudsmit; 11 липня 1902 — 4 грудня 1978) — американський фізик нідерландського походження; професор університету в Ann Arbor, лабораторії в Брукгавені (Brookhaven), член Національної Академії Наук, Нідерландської королівської академії наук; 1925 разом з Джорджом Уленбеком відкрив спін та маг. момент електрона.
На честь науковця названо астероїд 9688 Ґоудсміт.
У фільмі «Шпигунська гра» (2018) роль фізика виконав американський актор італійського походження Пол Джаматті.